# 볼후젠
볼후젠(Wolhusen)은 스위스 루체른주의 엔틀레부흐구에 있는 자치체이다.

## 지리
볼후젠의 면적은 14.3k㎡이다. 이 면적 중 58.1%는 농업용으로 사용되며 32.6%는 산림이다. 나머지 토지 중 8.6%는 정착지(건물 또는 도로)이고 나머지(0.7%)는 비생산적(강, 빙하 또는 산)이다. 1997년 토지조사에서 전체 토지의 32.61%가 산림이었다. 농경지 중 54.51%는 경작이나 목초지에 사용되며 3.5%는 과수원이나 덩굴 작물에 사용된다. 정착지 중 4.27%는 건물, 0.56%는 산업, 0.42%는 특별 개발, 0.14%는 공원 또는 녹지, 3.29%는 교통 기반 시설로 구성되어 있다. 비생산적인 지역 중 0.56%는 비생산적인 흐르는 물(강)이고 0.14%는 기타 불모지이다.
2013년 1월 1일 볼후젠 지자체가 주르제구에서 엔틀레부흐구로 이전되었다.

## 인구통계

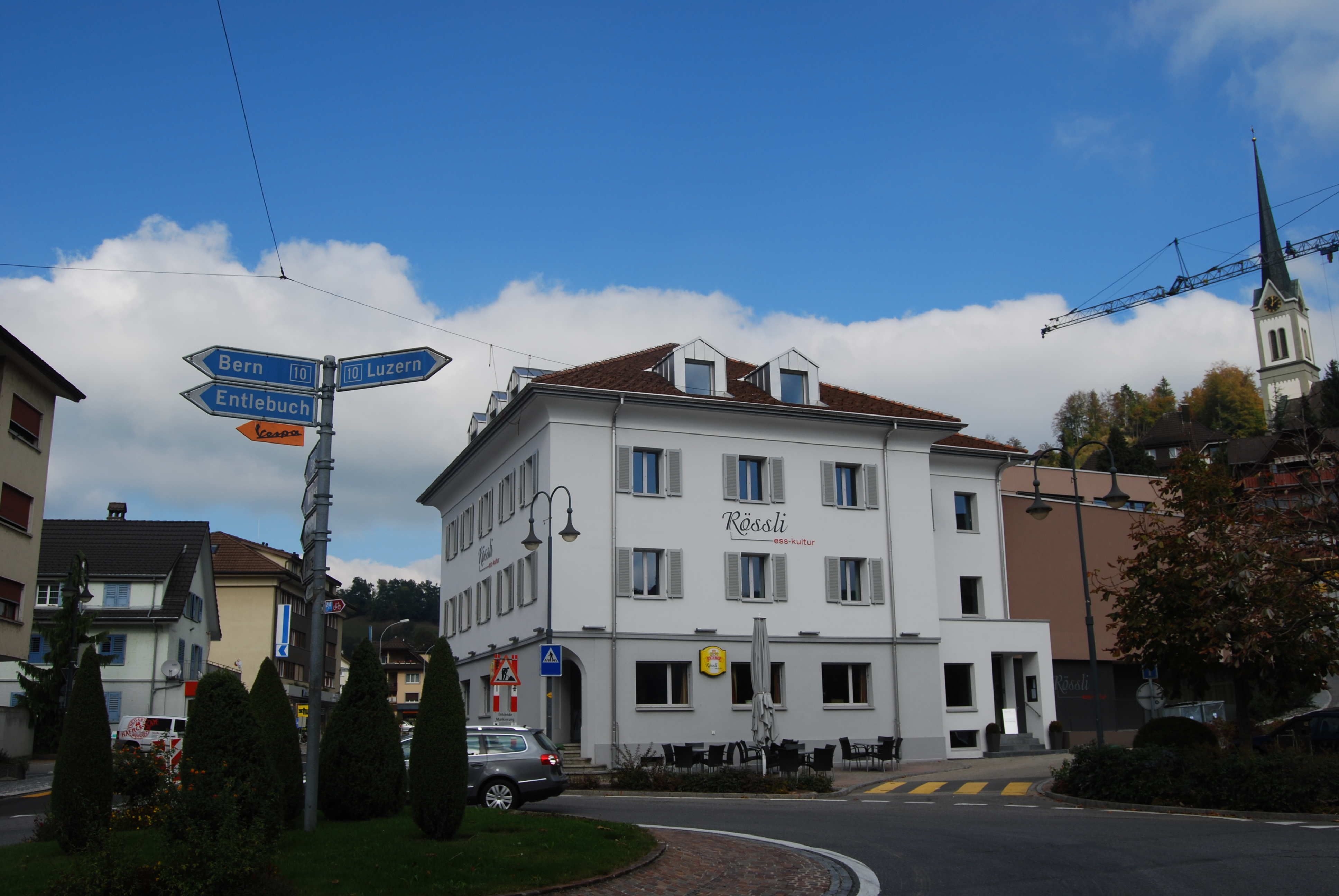
볼후젠 중심가의 도로 횡단

볼후젠의 인구(2020년 12월 31일 기준)는 4,315명이다. 2007년 기준으로 전체 인구의 14.0%가 외국인이다. 지난 10년 동안 인구는 4.6%의 비율로 증가했다. 2000년 기준, 인구 대부분인 92.4%는 독일어를 사용하며, 알바니아어가 두 번째로 많이 사용(2.5%)되고, 세르비아-크로아티아어가 세 번째(1.1%)로 사용된다.
2007년 선거에서 가장 인기 있는 정당은 47.7%의 득표율을 기록한 CVP였다. 다음으로 가장 인기 있는 세 정당은 SVP (21.5%), FDP (17%), SPS (7%)였다.
볼후젠의 연령 분포는 다음과 같다. 1,031명(인구의 24.9%)이 0~19세이다. 1,159명(28%)이 20~39세이고 1,312명(31.7%)이 40~64세이다. 노인 인구 분포는 460명 또는 11.1%가 65-79세, 149 또는 3.6%가 80-89세, 34명 또는 전체 인구의 0.8%가 90세 이상이다.
볼후젠에서는 인구의 약 66.2%(25-64세 사이)가 비필수 고등교육 또는 추가 고등교육(대학 또는 응용학문대학)을 완료했다.
2000년 현재 1,440가구 중 375가구(약 26.0%)가 1인 가구이다. 187명(약 13.0%)은 5인 이상의 대가족이다. 2000년 기준으로 지자체에는 668개의 주거용 건물이 있었고, 그중 487개는 주택으로만 건축되었으며, 181개는 주상 복합 건물이었다. 자치단체에는 단독주택 279채, 다가구주택 94채, 다가구주택 114채가 있었다. 대부분의 집은 230층 또는 184층 구조였다. 단층 건물은 17채, 4층 이상 건물은 56채에 불과했다.
볼후젠의 실업률은 1.78%이다. 2005년 기준으로 1차 경제 부문에 191명이 고용되어 있고, 이 부문에 약 73개 기업이 참여하고 있다. 392명이 2차 부문에 고용되어 있고, 이 부문에 36개의 기업이 있다. 1,451명이 3차 부문에 고용되어 있으며 이, 부문에는 121개의 기업이 있다. 2000년 기준으로 자치단체 인구의 49.6%가 일정 수준으로 고용되었다. 동시에 여성은 전체 노동력의 42.5%를 차지했다.
2000년 인구 조사에서 볼후젠의 종교 회원은 다음과 같았다. 3,120명(76.4%)은 로마 가톨릭이고, 343명(8.4%)은 개신교이며, 55명(1.35%)은 다른 기독교 신앙을 갖고 있다. 이슬람교는 212명(인구의 5.19%)이다. 나머지 중 다른 종교(목록에 없음)에 속한 개인이 14명(0.34%), 조직화된 종교에 속하지 않은 사람이 156명(3.82%), 질문에 답변하지 않은 사람이 186명(4.55%)이었다.

## 교통
볼후젠은 교통 허브이다. 루체른-베른선과 루체른-랑엔탈선이 이곳에서 분기된다.
버스 노선 볼후젠-도플레슈반트-로무스-홀츠베겐 및 볼후젠 슈피탈(볼후젠, 트로펜하우스까지 확장) 및 볼후젠-루스빌선 (부티스홀츠, 주르제 연결)도 있다.
볼후젠은 또한 개인 교통수단의 중요한 장소이다. 도로는 여기에서 루체른, 루스빌(로탈로), 엔틀레부흐(거기에서 툰 및 베른까지) 및 빌리자우 방향으로 이어진다. 가장 가까운 고속도로는 21km 떨어진 다그메르젤렌과 20km 떨어진 에멘(북쪽과 남쪽)에서 A2 고속도로로 연결된다.
도로 번호 11601(이전 명칭 Re 6/6)을 사용하여 SBB에서 처음으로 제작된 Re 620 본선 기관차의 측면에는 볼후젠 시정촌의 문장이 있다.

## 명소

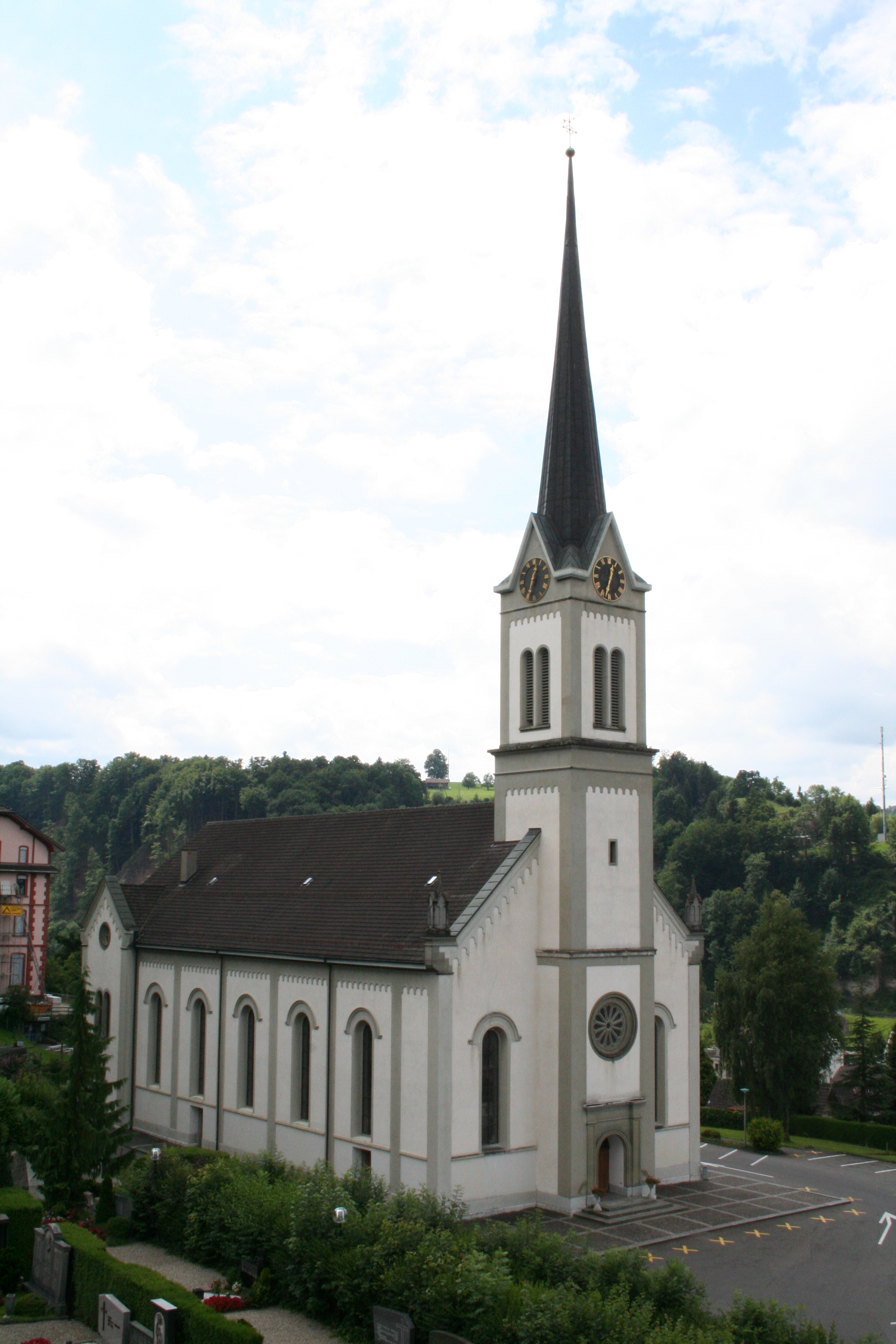
성 안드레아스 교구 교회

성 안드레아스 교구 교회 위의 납골당에서 전문가들이 묘사하는 중앙 스위스(루체른 제외)에서 최고 수준의 죽음의 순환 춤을 훌륭하게 복원한 것을 볼 수 있다. 4명의 영적 및 세속적 권위의 대표자(교황, 추기경, 주교, 사제, 황제, 왕, 선제후, 귀족)가 예배당의 긴 벽에 서로 마주보고 있고, 박공 끝에는 하층 계급의 4명의 대표(여관주인, 고리대금업자, 제빵사, 수도사)가 묘사되어 있다. 특이한 점은 17개의 그려진 죽음의 인물에 실제 두개골이 있고, 머리가 장면에 적절하게 회전되어 있다는 것이다. 네 줄로 된 구절에는 죽어가는 사람들의 애도와 죽음에 대한 고립된 독백이 포함되어 있다.
마을 밖 힐텐베르크에는 볼후젠 열대 온실이 있다.